# Lac Adams
Le lac Adams est un lac situé en Colombie-Britannique au Canada, il se caractérise par une grande profondeur qui est à son maximum approximativement de 500 mètres. 